# Хімія горючих сланців

Хімія горючих сланців (рос. химия горючих сланцев, англ. chemistry of oil shale, oil shale chemistry, нім. Chemie des Brennschiefer, Chemie des Ölschiefer) — розділ хімії, що розглядає питання походження горючих сланців (Г.с.), їх хімічний склад і фізико-хімічні властивості, хімічні основи переробки Г.с. в корисні продукти, зв'язок хімічного складу Г.с. з виходом, складом та якістю продуктів.

## Світові ресурси
Згідно з даними Committee on Industry, Research and Energy of the European Parliament на 2007 р., світові ресурси Г.с. становлять 11 трлн т. Проте дані про передбачувані або розвідані запаси і про видобуток Г.с., наведені в матеріалах різних енергетичних організацій і відомств, істотно відрізняються між собою. Через різну якість найбільш коректно ресурси Г.с. обчислювати в барелях масла, одержуваного ретортним способом. При такому підході ресурси Г.с. становлять понад 3 трлн бар. Світові ресурси Г.с. розподілені вкрай нерівномірно — 66 %знаходиться в Північній Америці і тільки 12 % — у Європі.
Г.с. також сильно розрізняються за якістю. Г.с. з виходом масла 45—90 л/т становлять 43 %, 90—150 л/т — 31 %, менше 45 л/т — 25 %, більше 150 л/т — усього 1 %.
По країнах станом на 2006 р. наводяться такі дані (Colorado School of Mines and U.S. Geological Survey; у млрд бар): 1. США, Green River — 1499,0; 2. США, інші родовища — 619,0; 3. Росія — 270,944; 4. Бразилія — 52,0; 5. Марокко — 37,8; 6. Йорданія — 34,17; 7. Австралія — 30,96; 8. Естонія — 16,286; 9. Китай — 15,6; 10. Канада — 15,24; 11. Таїланд — 6,4; 12. Швеція — 6,114; 13. Єгипет — 5,7; 14. Україна — 4,193; 15. Ізраїль — 4,0; 16. Казахстан — 2,837; 7. Туреччина — 1,985; менш надійні дані: Конго (Кіншаса) — 100; Італія — 63; Туркменістан і Узбекистан — 7,687; Франція — 7; Німеччина — 2.

## Склад горючих сланців

Г.с. складаються з мінеральної (неорганічної) та органічної частини (керогену). Іноді, особливо в США, керогеном називають нерозчинну в органічних розчинниках частину органічної маси (ОМ) сланців. Тому розрізняють терміни Shale oil і oil shale. Shale oil — це нафта або нафтоподібна рідина, що знаходиться в сланці у вільному стані (вміст розчинних хлороформом і спирто-бензолом бітумоїдів А і С у сланці невеликий — близько 2-3 мас.%). Oil shale вилучається з Г.с. при термічному впливі. Умовна органічна маса (УОМ) — різниця між сухою масою Г.с. та сумою карбонатності (вміст мінеральної вуглекислоти) і зольності. У табл. 1 наведені характеристики Г.с. найбільших родовищ США (Green River) і Бразилії (Irati), найбільш розроблюваного Прибалтійського, а також Болтиського родовища України (запаси 3,8 млрд т).

### Мінералогічний склад горючих сланців
Мінералогічний склад Г.с.: кальцит, кварц, польовий шпат, гідрослюди, каолініт, монтморилоніт, пірит, сидерит, арагоніт, гейландит та ін. У Г.с. крім основних хімічних елементів (Si, Ca, Mg, Fe, Al, Na, K, S), у невеликих кількостях наявні майже всі інші хімічні елементи (мікроелементи): V, U, Au, Ag, Cu, Ti, Mo, Cr, Ba, Zn, As, Ni, Sr, Zr. У деяких родовищах окремі мікроелементи наявні в кількостях, що становлять інтерес для промисловості. Наприклад, шведські сланці містять урану 250—325 г/т, і передбачається, що з них може бути видобуто до 300 тис. т урану.

## Кероген горючих сланців

У керогені Г.с. усіх родовищ більше 90 % загальної кількості органічної речовини становить колоальгініт. Він являє собою чистий безструктурний мікрокомпонент і є продуктом перетворення фітопланктону. Елементний склад керогену Г.с. різноманітний і можна вказати тільки граничні значення (%): для керогену сапропелітового типу — C 75-78; H 9-10; O 2-12; N 1,2-2,3; S 1,5-1,7; гумусо-сапропелітового типу — C 60-70; H 7-8; O до 20; N 0,2-1,0; S 1,2-9,8. За хімічними властивостями і природою біологічного попередника можна умовно виділити чотири типи керогену. Вони відрізняються також за видом нафтових продуктів, які утворюються після дозрівання. У табл. 2 представлені основні відмінності між типами керогену. Тип I є відносно рідкісним. Для більшості Г.с. найбільш характерним є тип II. Значну роль в структурі керогену цього типу відіграють складноефірні зв'язки. Вуглецевий скелет геополімеру містить численні циклічні структури з декількома конденсованими ядрами. Окремо виділено II-S тип через підвищений вміст органічної сірки. Впливом сірки обумовлено різну поведінку типів II і II-S при термічній деструкції. Для керогену II типу було запропоновано декілька хімічних структур, що відносяться до різних етапів термічної еволюції. Одна з можливих структур представлена на рисунку. Тип III утворений головним чином залишками наземних рослин, знайдених у вугіллі, і в принципі генерує природний газ. Тип IV включає окиснені залишки рослин і частинки деревного вугілля.

## Енергохімічна переробка горючих сланців
Існує кілька технологічних способів непаливної переробки Г.с., основними з яких є напівкоксування і газифікація. В Естонії, наприклад, використовується напівкоксування (500—600 0С), а в США вважається перспективною підземна перегонка шляхом
нагрівання породи до температури 350—400 0С. У табл. 3 і 4 наведені характеристики первинних продуктів напівкоксування Г.с. — смоли («сланцевої нафти»), напівкоксу і сланцевого газу. При хіміко-технологічній переробці Г.с. може бути отримано понад 200 різних корисних речовин і продуктів: бензин, дизельне паливо, горючий газ і синтез-газ, феноли, кетони, складні ефіри, бензол, толуол, шпалопросочувальне та мінеральне масло, електродний кокс і багато іншого. Із частини золи виробляються високомарочний цемент і розкиснювачі ґрунтів.

## Промислове непаливне використання
Промислове непаливне використання Г.с. почалося в 1694 р. в Шотландії, де була споруджена фабрика для отримання сланцевого масла. У 1832 р. у Франції була розроблена ефективна технологія отримання сланцевого освітлювального масла. Естонські сланці стали досліджувати в 1771 р., а промисловий видобуток почався в 1918 р. У 2006 р. близько 11 млн т спалювалося на електростанціях, а 3 млн т використовувалося в сланцевохімічній промисловості, де вироблялося 0,3 млн т сланцевого масла. Світовий видобуток Г.с. досяг піку в 1980 р. і дорівнював 47 млн т, із них більше 70 % — в Естонії (решта в Росії, Китаї, Бразилії, Австралії). Нині для хімічної (непаливної) переробки Г.с. видобуваються тільки в Естонії, Росії, Бразилії, Китаї та Австралії (десятки млн т). В Україні переробку Г.с. Болтиського родовища спільно з Естонією передбачається розпочати в найближчі 5 років.